# Setge de Balànsiya (1086)
El Setge de Balànsiya de 1086 fou una de les batalles de la dominació de l'emirat de Balànsiya per Yahya al-Qàdir.

## Antecedents
El 1086, Al-Múndhir Imad-ad-Dawla, emir de Turtuixa i Dàniyya, rebia el suport de Berenguer Ramon II per capturar l'emirat de Balànsiya i obtenir la continuïtat territorial, estava sent fustigat per l'Emirat de Saraqusta, que tenia com aliat Rodrigo Díaz de Vivar, especialment actiu a la zona de Morella.
Alfons VI de Castella va conquerir Balànsiya el febrer de 1086 amb les tropes castellanes d'Álvar Fáñez, que es quedà encarregat de la defensa perquè Yahya al-Qàdir hi pogués governar l'emirat de Balànsiya, on fou reconegut tret de Xàtiva, que fou assetjada.Al-Múndhir Imad-ad-Dawla, amb el suport de mercenaris catalans, comandats per Guerau Alemany II de Cervelló van aixecar el setge, i Xàtiva passà a mans d'Al-Múndhir Imad-ad-Dawla.

## El setge
Al-Múndhir Imad-ad-Dawla amb el suport dels mercenaris catalans comandats per Guerau Alemany II de Cervelló van atacar Balànsiya el 1086, defensada per Álvar Fáñez, però van haver de desistir.

## Conseqüències
La invasió almoràvit i la derrota d'Alfons VI de Castella a la batalla de Sagrajas el 1086 provocà la marxa d'Álvar Fáñez i els seus homes de Balànsiya, propiciant una oportunitat per Al-Múndhir Imad-ad-Dawla per capturar la ciutat, que va atacar el 1087 amb els mercenaris catalans de Guerau Alemany II de Cervelló però Yahya al-Qàdir va aconseguir el suport financer de Muhàmmad ibn Àhmad ibn Tàhir va poder resistir al tortosí, que es va retirar després de quatre mesos de setge amb la condició de no lliurar la ciutat a Àhmad ibn Yússuf al-Mustaín i Rodrigo Díaz de Vivar, que renunciaren a la conquesta de la ciutat.
Atemorit per nous atacs, Yahya al-Qàdir va demanar suport a Alfons VI de Lleó, que, ocupat amb els almoràvits no va poder oferir ajut, i Àhmad ibn Yússuf al-Mustaín, l'emir de Saraqusta va enviar una expedició conjunta amb Rodrigo Díaz de Vivar, apoderant-se de la ciutat, i com els cristians eren superiors en nombre, l'emir de Saraqusta es va retirar i el Cid va establir un protectorat sobre la ciutat.
Entre 1087 i 1089 Rodrigo Díaz de Vivar va fer tributaris als monarques musulmans de l'Emirat d'Albarrasí i l'Emirat d'Alpont i va prendre Miravet el 1090.
El 1089, Al-Múndhir Imad-ad-Dawla i Berenguer Ramon II tornaren a intentar prendre la ciutat construint fortificacions a Lliria, el Puig i Quart, però el Cid va poderós exèrcit a Albarrasí, i els assetjants van emprendre la retirada.